# 菲爾·麥肯錫
菲爾·麥肯錫（英語：Phil Mackenzie；1987年2月25日—）是一位加拿大橄欖球運動員，出生在安大略省。他是加拿大國家橄欖球隊的一員。